# Коцюк Руслан Володимирович
Русла́н Володи́мирович Коцю́к (3 травня 1978, с. Джурин Чортківського району Тернопільської області — 29 серпня 2014, під Іловайськом Донецька області) — український військовик, старший лейтенант, командир взводу розвідки 3-го батальйону 51-ї окремої мехбригади (Володимир-Волинський).

## Життєпис
Народився 1978 року в селі Джурин Чортківського району Тернопільської області. Здобув 1995 року середню освіту; 2000-го закінчив Чернівецький національний університет імені Юрія Федьковича,  здобувши фах інженера-радіотехніка. До мобілізації ремонтував телефони і телевізійну техніку. З дружиною та двома дітьми проживав у Чорткові.
Мобілізований до лав Збройних сил України 11 квітня 2014 року. Вишкіл проходив у військовій частині у Володимирі-Волинському. Наприкінці травня направлений до Іловайська. Останній раз виходив на зв'язок 28 серпня, перебуваючи під Іловайськом. З того часу рідні бійця кинули всі сили, щоб знайти його.
Загинув 29 серпня 2014 під час прориву з оточення під Іловайськом (Донецька область). Перебував в списках зниклих безвісти.
Спочатку герой був похований на військовому кладовищі у селищі Кушугум під Запоріжжям поряд з ішими своїми бойовими побратимами, тіла яких не вдалося розпізнати. Дружина чотири рази робила ДНК-аналіз та кожен раз результат був негативним. Його прізвище навіть числилося у списку полонених. Ступінь рідності визначено судмедекспертами за відповідним матеріалом ДНК-експертизи доньки, підтвердження рідні отримали 16 березня.
Перепохований у рідному селі 20 березня 2015 року. Панахиду в катедральному собор верховних апостолів Петра і Павла у Чорткові відслужили єпарх Бучацької єпархії УГКЦ Владика Дмитро Григорак і чортківські священики.
Батьки Руслана передчасно пішли з життя. Залишилася дружина Іванна і двоє дітей — 5-річна донька Марічка і 15-річний син Ігор.

## Нагороди
- 4 червня 2015 року за особисту мужність і високий професіоналізм, виявлені у захисті державного суверенітету та територіальної цілісності України, вірність військовій присязі нагороджений орденом Богдана Хмельницького III ступеня (посмертно)[2].
- почесний громадянин Тернопільської області (26 серпня 2022, посмертно)[3].

## Вшанування
- 3 вересня 2018 року на фасаді Джуринської загальноосвітньої школи відкрито меморіальну дошку Русланові Коцюку[4].

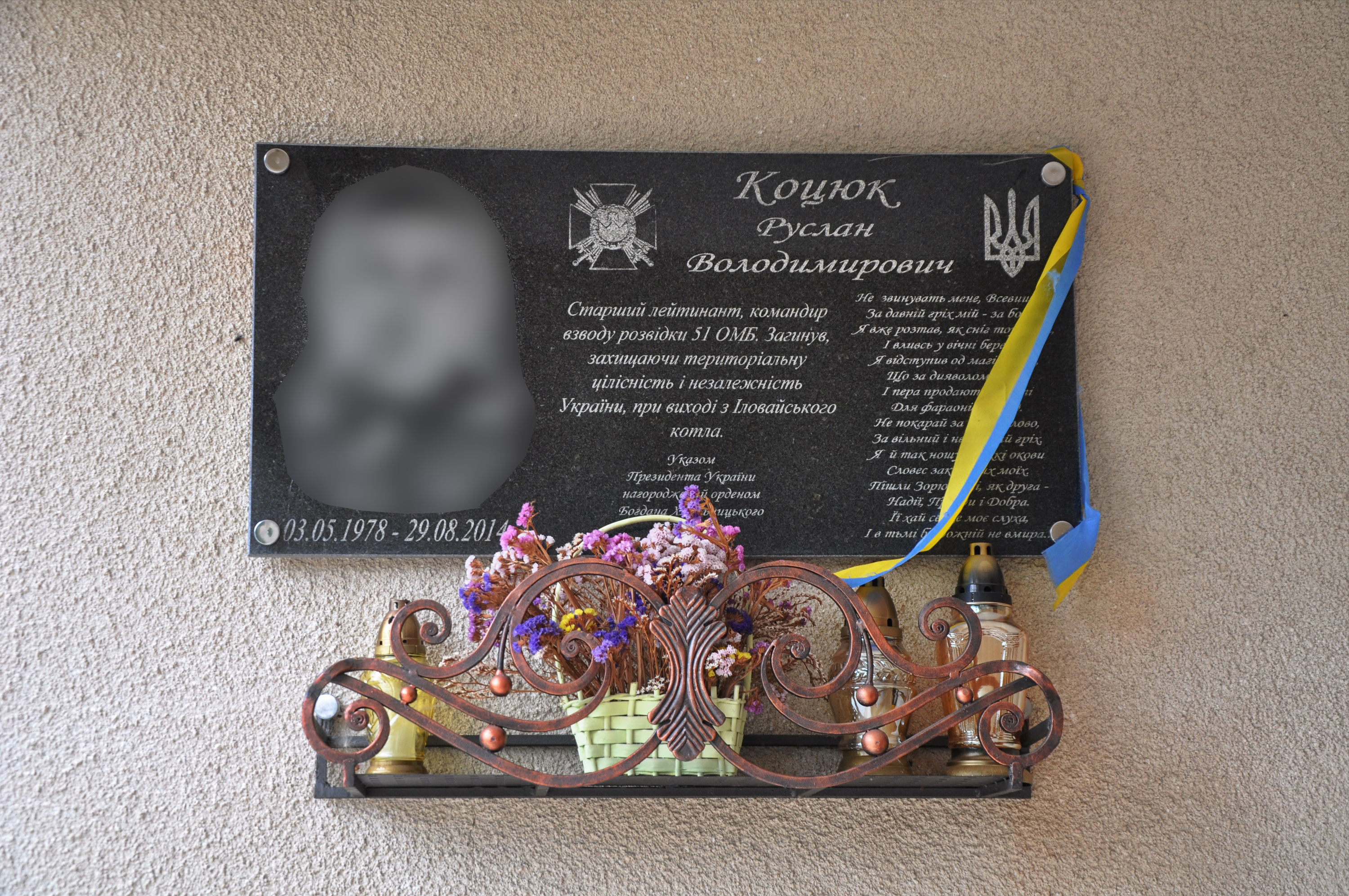
Меморіальна дошка Героєві на фасаді Джуринської школи.

- Його портрет розміщений на меморіалі «Стіна пам'яті полеглих за Україну» у Києві: секція 3, ряд 3, місце 38
- Вшановується 29 серпня на щоденному ранковому церемоніалі вшанування українських захисників, які загинули цього дня у різні роки внаслідок російської збройної агресії[5]